# 西三川村
西三川村（にしみかわむら）は、かつて新潟県佐渡郡にあった村。

## 地理
- 島嶼:佐渡島

## 沿革
- 1901年（明治34年）11月1日 - 佐渡郡小布勢村、亀ノ脊村が合併して、西三川村が発足。
- 1948年（昭和23年）8月1日 - 大字大小字大須の一部を佐渡郡真野村に、大字村山の一部を佐渡郡羽茂村に編入[1]。
- 1955年（昭和30年）3月31日 - 村域を二分割し、大字大小、大倉谷、田切須、西三川、椿尾は、佐渡郡真野町と合併し真野町を新設。大字村山、小泊、亀脇は、佐渡郡羽茂村と合併し羽茂村を新設して消滅。